# Segunda División 2021-2022 (Spagna)
La stagione 2021-2022 della Segunda División (detta LaLiga SmartBank per ragioni di sponsorizzazione) è la 91ª edizione del campionato di calcio spagnolo di seconda divisione. La stagione regolare è cominciata il 13 agosto 2021 e terminerà il 29 maggio 2022. Dopo questa, è prevista una fase di play-off per decidere la terza promozione in Liga, suddivisa in semifinali e finali, che vengono disputate in sfide di andata e ritorno. Al contrario, le quattro retrocessioni in  Primera División RFEF sono tutte dirette e non prevedono spareggi.
L'Espanyol è la detentrice del torneo ed è stato promosso in Primera División assieme al Maiorca e, dopo i playoff, al Rayo Vallecano.

## Stagione

### Novità
Nella stagione precedente ad essere promossi in Primera División sono stati l'Espanyol, vincitrice del torneo che torna a disputare la massima serie dopo 2 anni, il Maiorca, dopo 2 anni d'assenza e dopo i play-off c'è il Rayo Vallecano dopo 3 anni. Dalla Primera sono scese al loro posto l'Huesca, dopo 1 solo anno trascorso nella massima serie, il Real Valladolid, dopo 3 anni e l'Eibar, dopo ben 7 stagioni consecutive di permanenza in massima serie.
Dall'altra parte, a retrocedere in Segunda División B sono stati il Sabadell dopo 1 anno, il CD Logroñés, dopo 1 anno, il Castellón, anch'esso dopo 1 anno e l'Albacete dopo 4 anni. Le neopromosse dalla Segunda División B Amorebieta, Burgos, Ibiza e Real Sociedad B prendono il loro posto in questa stagione.

### Formula
Al torneo partecipano 22 squadre che si sfidano in un girone all'italiana, andata e ritorno contro tutte le altre. Vengono assegnati tre punti per la vittoria, uno per il pareggio e zero per la sconfitta.
Successivamente vengono disputati i play-off, concessi alle squadre che si sono piazzate tra la terza e la sesta posizione al termine della stagione regolare. Quella meglio classificata affronta l'ultima che ha conquistato un posto utile per garantirsi l'accesso alle eliminatorie, mentre la quarta e la quinta si sfidano tra di loro. I vincenti di questi incontri, che vengono stabiliti su match di andata e ritorno, si affrontano nella cosiddetta finale play-off, che determinerà la terza squadra che potrà aver accesso, nella stagione successiva, in Primera División.
A retrocedere sono le ultime quattro squadre classificatesi al termine della stagione regolare; non sono previsti play-out.

## Squadre partecipanti
| Club            | Città                      | Stadio                              | Stagione precedente                        |
| --------------- | -------------------------- | ----------------------------------- | ------------------------------------------ |
| Alcorcón        | Alcorcón                   | Santo Domingo                       | 17º in Segunda División                    |
| Almería         | Almería                    | Estadio de los Juegos Mediterráneos | 4º in Segunda División                     |
| Amorebieta      | Amorebieta-Etxano          | Estadio Municipal de Urritxe        | Promosso ai play-off di Segunda División B |
| Burgos          | Burgos                     | Estadio El Plantío                  | Promosso ai play-off di Segunda División B |
| Cartagena       | Cartagena                  | Ciudad Deportiva Gómez Meseguer     | 16º in Segunda División                    |
| Eibar           | Eibar                      | Municipal de Ipurua                 | 20º in Primera División                    |
| Fuenlabrada     | Fuenlabrada                | Estadio Fernando Torres             | 11º in Segunda División                    |
| Girona          | Girona                     | Montilivi                           | 5º in Segunda División                     |
| Huesca          | Huesca                     | El Alcoraz                          | 18º in Primera División                    |
| Las Palmas      | Las Palmas de Gran Canaria | Estadio de Gran Canaria             | 9º in Segunda División                     |
| Leganés         | Leganés                    | Estadio Municipal de Butarque       | 3º in Segunda División                     |
| Lugo            | Lugo                       | Anxo Carro                          | 18º in Segunda División                    |
| Malaga          | Malaga                     | La Rosaleda                         | 12º in Segunda División                    |
| Mirandés        | Miranda de Ebro            | Estadio Municipal de Anduva         | 10º in Segunda División                    |
| Ponferradina    | Ponferrada                 | El Toralín                          | 8º in Segunda División                     |
| Real Oviedo     | Oviedo                     | Estadio Carlos Tartiere             | 13º in Segunda División                    |
| Real Saragozza  | Saragozza                  | La Romareda                         | 15º in Segunda División                    |
| Real Sociedad B | San Sebastián              | Estadio Zubieta                     | Promosso ai play-off di Segunda División B |
| Real Valladolid | Valladolid                 | Jose Zorrilla                       | 19º in Primera División                    |
| Sporting Gijón  | Gijón                      | El Molinón                          | 7º in Segunda División                     |
| Tenerife        | Santa Cruz de Tenerife     | Heliodoro Rodríguez López           | 14º in Segunda División                    |
| UD Ibiza        | Ibiza                      | Can Misses                          | Promosso ai play-off di Segunda División B |

## Allenatori e primatisti
Aggiornato al 29 maggio 2022
| Squadra         | Allenatore                                                                    | Calciatore più presente | Cannoniere                      |
| --------------- | ----------------------------------------------------------------------------- | ----------------------- | ------------------------------- |
| Alcorcón        | Juan Antonio Anquela (1ª-6ª) Jorge Romero (7ª-13ª) Fran Fernández (7ª-13ª)    | Óscar Arribas (38)      | Giovanni Zarfino (7)            |
| Almeria         | Rubí                                                                          | Fernando Martínez (41)  | Umar Sadiq (18)                 |
| Amorebieta      | Iñigo Vélez (1ª-30ª) Haritz Mujika (31ª-)                                     | Koldo Obieta (39)       | Gorka Guruzeta (13)             |
| Burgos          | Julián Calero                                                                 |                         | Pablo Valcarce (10)             |
| Cartagena       | Luis Carrión                                                                  |                         | Rubén Castro (20)               |
| Eibar           | Gaizka Garitano                                                               |                         | Stoichkov (21)                  |
| Fuenlabrada     | José Luis Oltra (1ª-20ª) Sergio Pellicer (21ª-30ª) José Ramón Sandoval (31ª-) |                         | Pedro León (10)                 |
| Girona          | Míchel                                                                        |                         | Christian Stuani (22)           |
| Huesca          | Ignacio Ambriz (1ª-12ª) Xisco (13ª-)                                          |                         | Jaime Seoane (14)               |
| Las Palmas      | Pepe Mel (1ª-24ª) García Pimienta (25ª-)                                      |                         | Jonathan Viera (14)             |
| Leganes         | Asier Garitano (1ª-13ª) Mehdi Nafti (14ª-)                                    |                         | José Arnáiz (7)                 |
| Lugo            | Rubén Albés                                                                   |                         | José Ángel Carrillo (9)         |
| Malaga          | José Alberto (1ª-24ª) Natxo González (25ª-34ª) Pablo Guede (35ª-)             |                         | Brandon (9)                     |
| Mirandes        | Lolo Escobar (1ª-27ª) Joseba Etxeberria (28ª-)                                |                         | Sergio Camello (15)             |
| Ponferradina    | Bolo                                                                          |                         | Yuri (14)                       |
| Real Oviedo     | Cuco Ziganda                                                                  |                         | Borja Baston (22)               |
| Real Saragozza  | Juan Ignacio Martínez                                                         |                         | Iván Azón (7) Valentín Vada (7) |
| Real Sociedad B | Xabi Alonso                                                                   |                         | Jon Karrikaburu (11)            |
| Real Valladolid | Pacheta                                                                       |                         | Shon Weissman (20)              |
| Sporting Gijón  | David Gallego (1ª-28ª) José Luis Martí (29ª-)                                 |                         | Uroš Đurđević (14)              |
| Tenerife        | Luis Miguel Ramis                                                             |                         | Elady Zorrilla (11)             |
| UD Ibiza        | Juan Carlos Carcedo (1ª-21ª) Paco (22ª-)                                      |                         | Cristian Herrera (11)           |

## Classifica finale
Aggiornata al 29 maggio 2022
|  | Pos. | Squadra         | Pt | G  | V  | P  | S  | GF | GS | DR  |
|  | ---- | --------------- | -- | -- | -- | -- | -- | -- | -- | --- |
|  | 1.   | Almería         | 81 | 42 | 24 | 9  | 9  | 68 | 35 | +33 |
|  | 2.   | Real Valladolid | 81 | 42 | 24 | 9  | 9  | 71 | 43 | +28 |
|  | 3.   | Eibar           | 80 | 42 | 23 | 11 | 8  | 61 | 45 | +16 |
|  | 4.   | Las Palmas      | 70 | 42 | 19 | 13 | 10 | 57 | 47 | +10 |
|  | 5.   | Tenerife        | 69 | 42 | 20 | 9  | 13 | 53 | 37 | +16 |
|  | 6.   | Girona          | 68 | 42 | 20 | 8  | 14 | 57 | 42 | +15 |
|  | 7.   | Real Oviedo     | 68 | 42 | 17 | 17 | 8  | 57 | 41 | +16 |
|  | 8.   | Ponferradina    | 63 | 42 | 17 | 12 | 13 | 57 | 55 | +2  |
|  | 9.   | FC Cartagena    | 60 | 42 | 18 | 6  | 18 | 63 | 57 | +6  |
|  | 10.  | Real Saragozza  | 56 | 42 | 12 | 20 | 10 | 39 | 46 | -7  |
|  | 11.  | Burgos          | 55 | 42 | 15 | 10 | 17 | 41 | 41 | +0  |
|  | 12.  | Leganés         | 54 | 42 | 13 | 15 | 14 | 50 | 51 | -1  |
|  | 13.  | Huesca          | 54 | 42 | 13 | 15 | 14 | 49 | 44 | +5  |
|  | 14.  | Mirandés        | 52 | 42 | 15 | 7  | 20 | 58 | 62 | -4  |
|  | 15.  | Ibiza           | 52 | 42 | 12 | 16 | 14 | 53 | 59 | -6  |
|  | 16.  | Lugo            | 50 | 42 | 10 | 20 | 12 | 46 | 52 | -6  |
|  | 17.  | Sporting Gijón  | 46 | 42 | 11 | 13 | 18 | 43 | 48 | -5  |
|  | 18.  | Malaga          | 45 | 42 | 11 | 12 | 19 | 36 | 57 | -21 |
|  | 19.  | Amorebieta      | 43 | 42 | 9  | 16 | 17 | 44 | 63 | -19 |
|  | 20.  | Real Sociedad B | 40 | 42 | 10 | 10 | 22 | 43 | 61 | -18 |
|  | 21.  | Fuenlabrada     | 33 | 42 | 6  | 15 | 21 | 39 | 65 | -26 |
|  | 22.  | Alcorcón        | 29 | 42 | 6  | 11 | 25 | 37 | 71 | -34 |

Legenda:

      Promosse in Primera División 2022-2023
 Qualificate ai play-off promozione
      Retrocesse in Primera División RFEF 2022-2023
Regolamento:
Tre punti a vittoria, uno a pareggio, zero a sconfitta.
In caso di arrivo di due squadre a pari punti, la graduatoria verrà stilata in base all'ordine dei seguenti criteri:
- Differenza reti negli scontri diretti
- Differenza reti generale
- Reti realizzate in generale

In caso di arrivo di tre o più squadre a pari punti, la graduatoria verrà stilata in base all'ordine dei seguenti criteri:
- Punti negli scontri diretti (classifica avulsa)
- Differenza reti negli scontri diretti
- Differenza reti generale
- Reti realizzate in generale
- Classifica fair-play stilata a inizio stagione

Nel caso un criterio escluda solamente alcune delle squadre, senza quindi determinare l'ordine completo, tali squadre vengono escluse dal criterio successivo, rimanendo così senza possibilità di posizionarsi meglio.

## Play-off

### Tabellone
|  | Semifinali | Semifinali | Semifinali | Semifinali | Semifinali |  |  | Finale | Finale   | Finale | Finale | Finale |  |
|  |            |            |            |            |            |  |  |        |          |        |        |        |  |
|  | 6          | Girona     | 0          | 2          | 2          |  |  |        |          |        |        |        |  |
|  | 3          | Eibar      | 1          | 0          | 1          |  |  | 6      | Girona   | 0      | 3      | 3      |  |
|  | 5          | Tenerife   | 1          | 2          | 3          |  |  | 5      | Tenerife | 0      | 1      | 1      |  |
|  | 4          | Las Palmas | 0          | 1          | 1          |  |  |        |          |        |        |        |  |

Note:
Incontri di andata e ritorno.
Il vincitore viene determinato in base all'ordine dei seguenti criteri:
Miglior differenza reti a favore al termine dei tempi regolamentari
Maggior numero di reti fuori casa al termine dei tempi regolamentari
Miglior differenza reti a favore al termine dei tempi supplementari
Maggior numero di reti fuori casa al termine dei tempi supplementari
Miglior posizione raggiunta in campionato

## Statistiche

### Individuali

#### Classifica marcatori
Aggiornata al 29 maggio 2022
| Gol |  |  | Giocatore        | Squadra         |
| --- |  |  | ---------------- | --------------- |
| 22  |  |  | Cristhian Stuani | Girona          |
| 22  |  |  | Borja Bastón     | Oviedo          |
| 21  |  |  | Stoichkov        | Eibar           |
| 20  |  |  | Rubén Castro     | Cartagena       |
| 20  |  |  | Shon Weissman    | Real Valladolid |
| 18  |  |  | Sadiq Umar       | Almeria         |
| 15  |  |  | Sergio Camello   | Mirandes        |
| 14  |  |  | Yuri             | Ponferradina    |
| 14  |  |  | Uros Djurdjevic  | S. Gjon         |
| 14  |  |  | Jaime Seoane     | Huesca          |
| 14  |  |  | Jonathan Viera   | Las Palmas      |
| 13  |  |  | Gorka Guruzeta   | Amorebieta      |
| 11  |  |  | Jesé Rodríguez   | Las Palmas      |